# Columbia (tên)

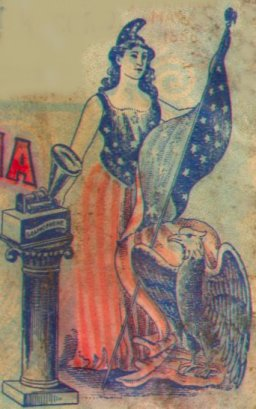
Hiện thân của Columbia trên tập đĩa hát của Columbia Records.

Columbia là tên thi ca và tên phổ thông đầu tiên dùng để chỉ Hoa Kỳ. Nó cũng là nguồn gốc tên của Đặc khu Columbia là đặc khu liên bang và thủ đô liên bang của Hoa Kỳ. Columbia có hình dạng của một phụ nữ và cái tên này được lấy ra từ tên của Christopher Columbus là một trong những người châu Âu thám hiểm châu Mỹ sau người Viking. Biệt danh này có từ trước Cách mạng Mỹ năm 1776 nhưng bị bỏ dần vào đầu thế kỷ 20.

## Lịch sử

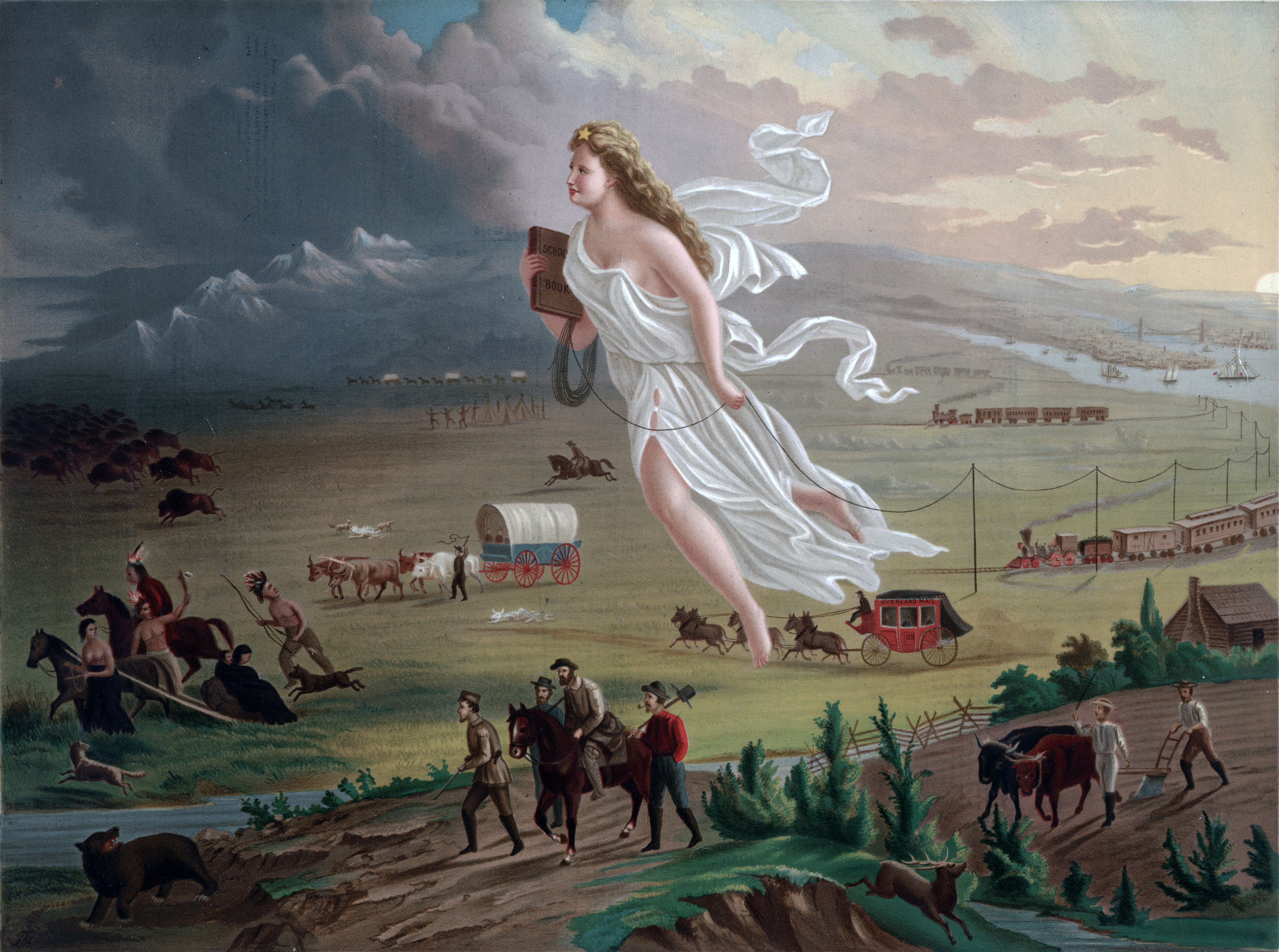
Bức tranh này (khoảng năm 1872) do John Gast vẽ có tên American Progress là một sự miêu tả mang tính biểu tượng về khái niệm Vận mệnh hiển nhiên. Trong hình là nàng Columbia, một hình tượng được nhân cách hóa như là Hoa Kỳ, dẫn dắt nền văn minh đi về phía tây cùng với những người định cư Mỹ, tay căng đường dây điện báo khi nàng du hành; nàng cũng có ôm một quyển sách học trò. Các hoạt động kinh tế khác nhau của những người đi tiên phong được tô rõ nét và, đặc biệt là những hình thức giao thông đang biến đổi. Người bản thổ Mỹ cùng thú hoang bỏ chạy.

Christopher Columbus không được xem là một vị anh hùng của Mười ba Thuộc địa cho đến giữa thế kỷ 18 khi mà lòng tự ái quốc gia đang phát triển trong số các thuộc địa. Người Anh luôn nói đến đến John Cabot và Sebastian Cabot và không có nhắc đến Columbus vì lý do chính trị. Nhưng đối với quốc gia Hoa Kỳ phôi thai, anh em Cabot không phải là những anh hùng quốc gia mà là "tay chân là cái bóng của vua Anh" trong lúc đó Tây Ban Nha không còn là một mối đe dọa lớn. Quốc gia non trẻ này bắt đầu nhìn về Columbus như một vị anh hùng khai phá và với sự thay đổi thái độ đó, cái tên Columbia bắt đầu càng trở nên phổ thông.
Những người cổ võ đặt tên của Hoa Kỳ là "Columbia" tiếp tục hối thúc cho cái tên này thậm chí sau khi Hiến pháp Hoa Kỳ đã được thông qua. Theo George R. Stewart, cái tên "United States" bị chỉ trích là quá dài, không chính xác và không nên thơ và rằng Đại hội Hiến pháp năm 1787 sẽ là thời gian lý tưởng để đổi tên. Theo Stewart, hai người có lẽ sẽ tranh cãi nhiều nhất cho việc đổi tên hay này là Thomas Jefferson và Benjamin Franklin. Nhưng lúc đó Jefferson đang ở Pháp còn Franklin thì đã già và "không còn hào khí". Vì thế quốc gia vẫn giữ nguyên tên gọi là "United States" nhưng sự ủng hộ cho tên gọi "Columbia" vẫn còn tồn tại. Cái tên này đã được chọn để đặt tên cho nhiều quận và thị trấn ở Hoa Kỳ.
Năm 1791, năm trước lễ kỷ niệm 300 chuyến du hành đầu tiên của Columbus đến châu Mỹ năm 1492 và là lần đầu tiên Hoa Kỳ mừng Lễ Columbus, ba ủy viên mà Tổng thống George Washington bổ nhiệm đã đặt tên đặc khu liên bang tương lai mà sau này trở thành thủ đô của chính phủ Hoa Kỳ là "Lãnh thổ Columbia". Năm 1792, Sông Columbia nhận được cái tên của nó như vậy. Ngay trước Đại hội Hiến pháp năm 1786, Nam Carolina đã đặt tên "Columbia" cho thủ phủ mới của họ.
Danh từ riêng "Columbia" là một cái tên được dùng rộng rãi trong tiếng Anh, được rút ra từ tên gọi Christopher Columbus. Vì vậy, nó được dùng trong một ý nghĩa rộng để chỉ châu Mỹ. Thuật từ "Tiền-Columbia" có ý ám chỉ thời gian trước khi Columbus và các nhà thám hiểm châu Âu đến châu Mỹ.

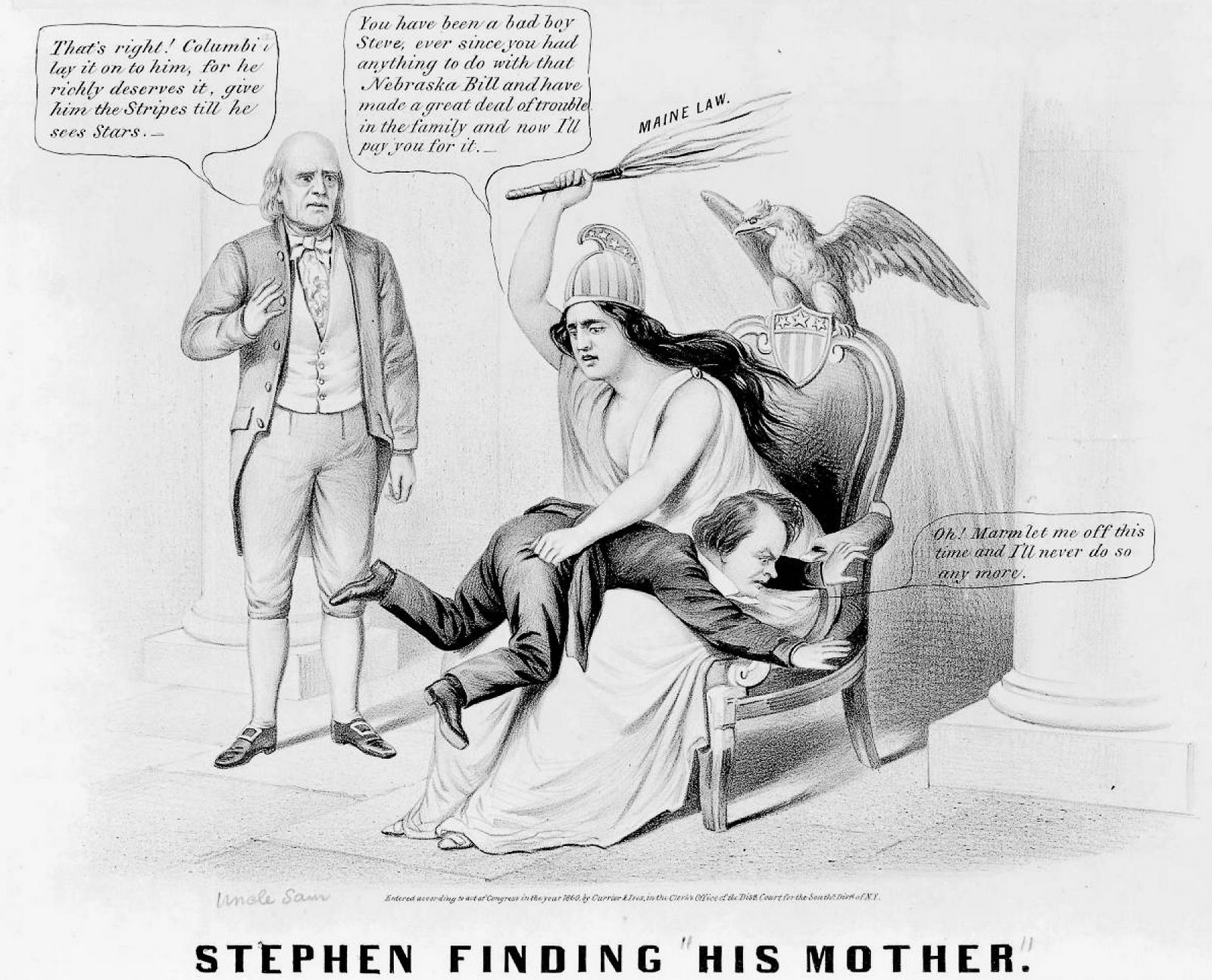
Hình hoạt họa chính trị từ năm 1860 mô tả Stephen A. Douglas bị Columbia đánh đít trong khi Chú Sam nhìn và đồng ý.

Columbia cũng là hình tượng nữ quốc gia của Hoa Kỳ tương tự như hình tượng nam Chú Sam, hình tượng nữ Britannia và hình tượng nam John Bull của Vương quốc Anh, hình tượng Italia Turrita của Ý và hình tượng Marianne của Pháp thường được thấy trong các bức hí họa chính trị trong đầu thế kỷ 20.
Thuật từ Columbian trong tiếng Anh được dùng có ý nói đến "thuộc Mỹ" và có nhiều lời đề nghị rằng nó nên được sử dụng lại như là từ thay thế cho thuật từ "American" nhưng nó không được dùng trở lại một cách rộng rãi. Việc thành lập "Cộng hòa Colombia" năm 1819 (theo sau là Hợp chúng quốc Colombia năm 1863 và cuối cùng là cộng hòa hiện đại Colombia năm 1886) có thể đã khiến cho cái tên Columbia "không còn trống để đặt tên quốc gia" cho Hoa Kỳ. Người nói tiếng Anh thông thường đánh vần sai cái tên Colombia thành "Columbia" và thường phát âm cả hai tên này như nhau.

## Tên Columbia xuất hiện thời nay
Mặc dù cái tên này đã không còn được ưu ái nữa nhưng nó vẫn có thể được tìm thấy tại nhiều nơi tại Hoa Kỳ. Thí dụ, bài hát "Hail, Columbia" là quốc ca xưa của Hoa Kỳ và bây giờ được sử dụng như quốc ca của Phó Tổng thống Hoa Kỳ. Ngoài ra, bài hát "Columbia, Gem of the Ocean" vẫn còn được hát thỉnh thoảng. Cái tên Columbia vẫn còn nằm trong tên chính thức trước đây của CBS là Columbia Broadcasting System, Đại học Columbia ở New York, Hãng phim Columbia Pictures, và Phi thuyền con thoi Columbia.